# 大恰尼
大恰尼，是匈牙利巴兰尼亚州所辖的一个村。总面积5.65平方公里，总人口157，人口密度27.8人/平方公里（2011年1月1日）。